# قضاء جومان
قضاء جومان وهو أحد أقضية محافظة أربيل في العراق والذي يقع عند الحدود العراقية الإيرانية ويمر عبره أشهر طريق بري في المحافظة وهو طريق هاملتن الذي يبدأ من مركز أربيل وينتهي عند معبر حاج عمران الحدودي ويتألف قضاء جومان من اربع نواحي هي ناحية حاج عمران وناحية سميلان وناحية كلالة وناحية قسري بالإضافة إلى 166 قرية تحيط ببلدة جومان مركز القضاء سلسلة من الجبال وأشهر جبال القضاء من الشرق جبل حصاروست ومن الغرب جبل نسير ويحده من الجنوب الشرقي جبل كاروخ وجبل رش تشتهر جومان المعروفة بمنطقة بالكايتي بكثرة اشجار الجوز وبساتين الكروم وانواع أخرى من الفاكهة، إلى جانب ينابيع مياهها الغزيرة، فضلا عن انها ذات طبيعة خلابة وتجذب اليها سنويا الاف السياح.